# Крылов, Павел Иванович
Павел Иванович Крылов (1914—1944) — майор Рабоче-крестьянской Красной Армии, участник советско-финской и Великой Отечественной войны, Герой Советского Союза (1940).

## Биография
Павел Крылов родился 6 мая 1914 года в деревне Иевлево (ныне — Чухломский район Костромской области). После окончания начальной и строительной школ работал водопроводчиком в Ленинграде. В 1936 году Крылов был призван на службу в Рабоче-крестьянскую Красную Армию. Окончил курсы младших лейтенантов. Участвовал в боях советско-финской войны, будучи командиром огневого взвода 24-го артиллерийского полка 50-го стрелкового корпуса 7-й армии Северо-Западного фронта.
В ночь с 25 на 26 января 1940 года Крылов скрытно выкатил своё орудие на открытую позицию и на рассвете огнём прямой наводкой уничтожил финский дот. Несмотря на массированный вражеский огонь, артиллеристы не покинули позиции, пока дот не был полностью разрушен.

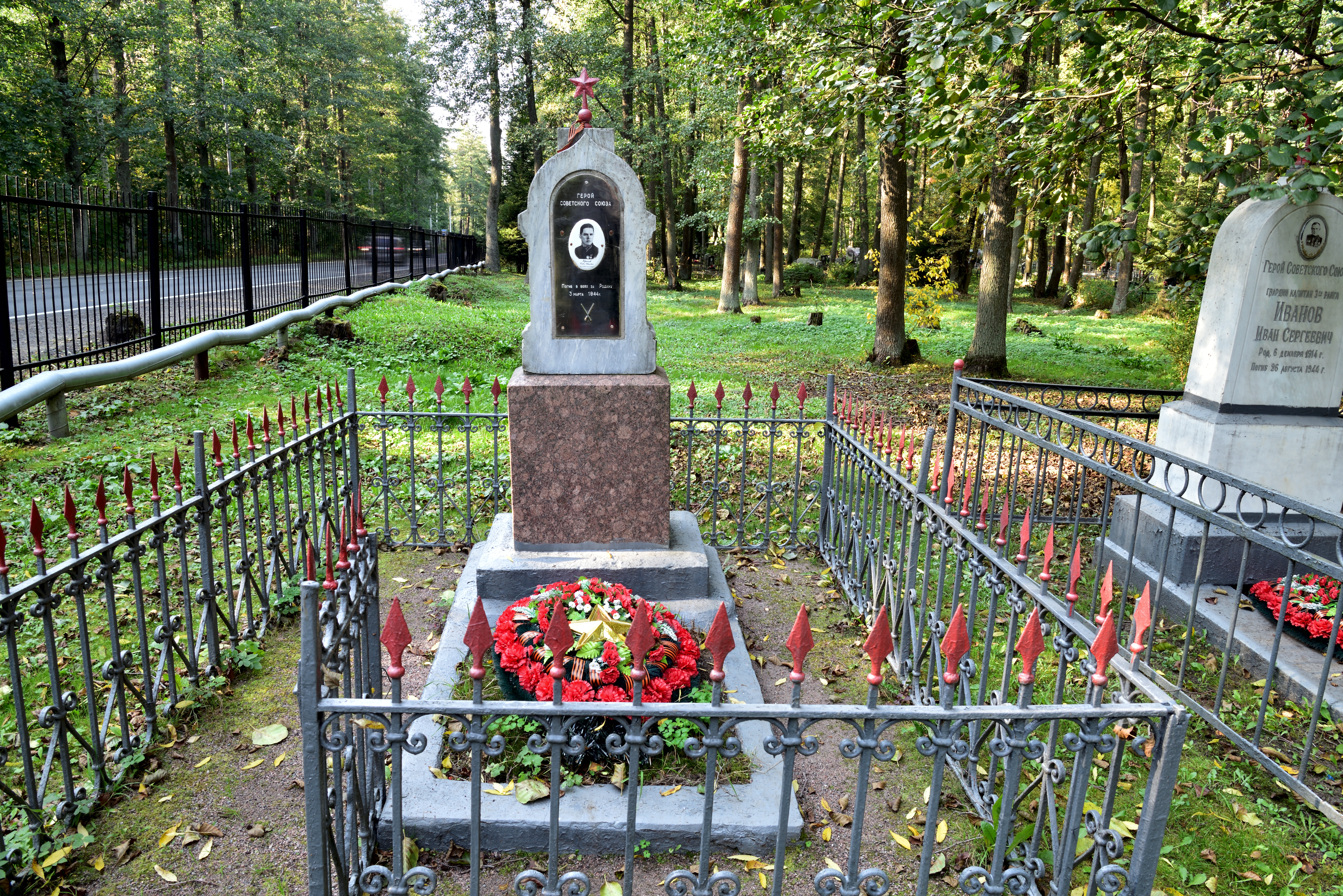
Могила П. И. Крылова на городском Русском кладбище Кронштадта

Указом Президиума Верховного Совета СССР от 21 марта 1940 года за «образцовое выполнение боевых заданий командования на фронте борьбы с финской белогвардейщиной и проявленные при этом доблесть и мужество» старший лейтенант Павел Крылов был удостоен высокого звания Героя Советского Союза с вручением ордена Ленина и медали «Золотая Звезда» за номером 374.
С 1941 года — на фронтах Великой Отечественной войны. Участвовал в боях под Ленинградом. 3 марта 1944 года майор Крылов погиб под Нарвой. По приказу командующего Ленинградским фронтом генерала Леонида Говорова был захоронен на Русском кладбище Кронштадта.
В честь Крылова названа школа на его родине.